# الدرر الكامنة في أعيان المائة الثامنة (كتاب)
الدرر الكامنة في أعيان المائة الثامنة كتاب يبحث في علم التراجم ألفه الحافظ ابن حجر العسقلاني (773 هـ-852 هـ)، جمع فيه المؤلف تراجم من كان في المائة الثامنة من الهجرة النبوية من ابتداء سنة 701 إلى آخر سنة 800 من الأعيان والعلماء والملوك والأمراء والكتاب والوزراء والأدباء والشعراء، وعني برواة الحديث النبوي فذكر من اطلع على حاله وأشار إلى بعض مروياته.
وقد ألف المؤلف الكتاب في ستة أجزاء.
وقد أتبع المؤلف كتابه بمجلد خاص أسماه ذيل الدرر الكامنة في أعيان المائة التاسعة، إذ ترجم فيه لأعيان القرن التاسع إلى عام 832 على غرار أعيان المائة الثامنة، لكنه رتبه على السنين.

## مقدمة المُؤلف
يقول ابن حجر العسقلاني في مقدمة كتابه:
«فهذا تعليق مفيد جمعت فِيه تراجم من كان في المائة الثامنة من الهجرة النبوِية من ابتداء سنة إحدى وسبعمائة إِلى آخر سنة ثمانمائة من الأعيان والعلماء والملوك والأمراء وَالكتاب والوزراء والأدباء والشعراء وعنيت برواة الحديث النبوي فذكرت من اطلعت على حاله وأشرت إِلَى بعض مروياته إذ الْكثير منهم شيوخ شيوخي وبعضهم لشهاب الدين بن فضل الله وتاريخ مصر لشيخ شيوخنا الحافظ قطب الدين الحلبي وذيل سير النبلاء للحافظ شمس الدين الذهبي وذيل ذيل المرآة للحافظ علم الدّين البرزالي والوفيات للعلامة تقي الدين ابن رافع والذيل عليه للعلامة شهاب الدين ابن حجي ومما جمعه صاحبنا تقي الدين المقريزي في أخبار الدولة المصرية وخططها ومعاجم كثيرة من شيوخنا والوفيات للحافظ شمس الدّين أبي الحسين ابن أيبك الدمياطي والذيل عليه لشيخنا الحافظ أبي الْفضل بن الحسين العراقي وتاريخ غرناطة للعلامة لسان الدين ابن الخطيب والتاريخ للقاضي ولي الدين ابن خلدون المالكي وغير ذلك وبالله الكريم عوني وإياه أسأَل عن الخطأ صوني إِنه قريب مجيب».

## نبذة عن الكتاب
يعد الكتاب من أهم كتب التاريخ، يتضمن أحوال رجال القرن الثامن من الهجرة، جمع فيه المؤلف تراجم رموز هذا القرن، وقد بين المؤلف موضوع الكتاب فقال: «فهذا تعليق مفيد جمعت فيه تراجم من كان في المائة الثامنة من الهجرة النبوية من ابتداء سنة إحدى وسبعمائة إلى آخر سنة ثماني مائة من الأعيان والعلماء والملوك والأمراء والكتاب والوزراء والأدباء والشعراء، وعنيت برواة الحديث النبوي فذكرت من اطلعت على حاله وأشرت إلى بعض مروياته، إذ الكثير منهم شيوخ شيوخي وبعضهم أدركته ولم ألقه، وبعضهم لقيته، ولم أسمع منه، وبعضهم سمعت منه»، وقد ذكر في الكتاب (2690) ترجمة.
ذكر المؤلف أنه ترجم للأعيان من سنة إحدى وسبعمائة (701هـ) إلى نهاية سنة ثمان مائة (800هـ). ترجم المؤلف لأبرز من في هذا القرن من الملوك والأمراء والكتاب والوزراء والأدباء والشعراء ورواة الحديث.

## منهجه في الكتاب
- الكتاب مرتب حسب حروف المعجم، مبدوء بحرف الألف، وقد أراد أن يبدأ بالهمزة الممدودة (آ) لكنه لم يجد شخصا تسمى بهذا في الفترة التي ترجم لأعيانها في كتابه إلا من الأتراك كآقش، أو آمنة من النساء فأخرهم.
- يبدأ المؤلف في الترجمة بذكر اسمه كاملا، ثم مولده مكانا وسنة، ثم شيوخه وسماعاته، ثم يذكر أعماله، ومن ثم وفاته، ثم طلابه.
- يذكر بعض الروايات التي رواها المترجم له، ويذكر أبياتا من قصائده إن كانت له قصائد.
- يذكر جرحا لبعض من ترجم لهم، فيذكر أنه قد حاد عن الحق، أو أنه اختلط في آخر عمره، أو تساهل في الشهادة.